# Дебелець
Дебеле́ць (болг. Дебелец) — місто в Великотирновській області Болгарії. Входить до складу общини Велико-Тирново.

## Населення
За даними перепису населення 2011 року у місті проживали 4032 особи.
Національний склад населення міста:
| Національність   | Кількість осіб | Відсоток |
| ---------------- | -------------- | -------- |
| болгари          | 3668           | 96,0%    |
| цигани           | 77             | 2,0%     |
| турки            | 57             | 1,5%     |
| інша             | 6              | 0,2%     |
| не визначились   | 11             | 0,3%     |
| Всього відповіли | 3819           |          |

Розподіл населення за віком у 2011 році:
Динаміка населення: